# آنا دمتریو
آنا دِمتریو (ایتالیایی: Anna Demetrio؛ ۸ نوامبر ۱۸۹۰ – ۸ نوامبر ۱۹۵۹) بازیگر اهل ایتالیا بود.
از فیلم‌ها یا مجموعه‌های تلویزیونی که وی در آن‌ها نقش داشته‌است، می‌توان به بوفالو بیل جوان اشاره نمود.